# Nanos Valaoritis

Unterschrift von Valaoritis

Nanos Valaoritis (griechisch Νάνος Βαλαωρίτης; * 5. Juli 1921 in Lausanne; † 12. September 2019) war ein griechischer Dichter und Literaturwissenschaftler.

## Leben
Der Urenkel des Dichters Aristotelis Valaoritis wuchs als Sohn des griechischen Diplomaten Konstantinos Valaoritis erst in der Schweiz, dann in Griechenland auf und schrieb seit seiner frühen Jugend. Seine ersten Veröffentlichungen erschienen 1939 in den Nea Grammata. Während er noch Rechtswissenschaft an der Universität Athen studierte, floh er 1944 aus dem von den Deutschen besetzten Griechenland über die Ägäis in die Türkei, von dort in den Mittleren Osten und schließlich nach Ägypten, wo er dem berühmten Giorgos Seferis begegnete, der als Botschaftssekretär für die griechische Exilregierung in Kairo arbeitete. Auf dessen Anregung hin reiste er im selben Jahr nach London, wo er sich um eine Vertiefung der Verbindung zwischen griechischer und englischer Literatur bemühte.
In London begann er auch, englische Philologie an der University of London zu studieren. Er begegnete T.S. Eliot, Dylan Thomas und W. H. Auden und arbeitete für Louis MacNeice bei der BBC. Neben dem Studium übersetzte er moderne griechische Dichter ins Englische, darunter Odysseas Elytis und Andreas Embirikos. 1947 erschien seine erste Gedichtsammlung, die Timoría ton Mágon, in London. Von 1954 bis 1960 gehörte er den Pariser Surrealisten an.
1960 kehrte er nach Griechenland zurück. Zwischen 1963 und 1967 war er Herausgeber und Geschäftsführer der Literaturzeitschrift Pali. Als 1967 die Griechische Militärjunta an die Macht kam, sah er keine andere Wahl, als selbst ins Exil zu gehen. So reiste er 1968 in die USA, wo er bis 1993 Vergleichende Literaturwissenschaft und Kreatives Schreiben an der University of San Francisco lehrte. 1983 wurde er für seinen Gedichtband Merikes gynekes (Μερικές γυναίκες) mit dem Ersten Staatspreis für Dichtung ausgezeichnet, nachdem er bereits 1958 für diesen Preis kandidiert hatte. Der Vorschlag, ihn 1976 zum korrespondierenden Mitglied der Akademie von Athen zu ernennen, verlief erfolglos.
Valaoritis’ Stücke wurden in Paris, Spoleto, Aarhus und Athen aufgeführt. Er veröffentlichte in den Literaturzeitschriften Tetrádio, Síma, Horizon, New Writing und Daylight. Er lebte mit seiner Frau, der US-amerikanischen Malerin Marie Wilson, in Athen.
2009 wurde ihm der griechischen Sonderpreis der Literatur verliehen.

## Werke

### Lyrik
- Η Τιμωρία των Μάγων, 1947.
- Κεντρική Στοά, 1958.
- Terre de Diamant, 1958.
- Hired Hieroglyphs, 1970.
- Dipomatic Relations, 1971.
- Ανώνυμο Ποίημα του Φωτεινού Αηγιάννη, 1977.
- Εστίες Μικροβίων, 1977.
- Ο Ήρωας του Τυχαίου, 1979.
- Flash Bloom, 1980.
- Η Πουπουλένια Εξομολόγηση, 1982.
- Μερικές Γυναίκες, 1983.
- Ο Διαμαντένιος Γαληνευτής, 1981.
- Ποιήματα 1, 1983.
- Στο Κάτω Κάτω της Γραφής, 1984.
- Ο Έγχρωμος Στυλογράφος, 1986.
- Ποιήματα 2, 1987.
- Ανιδεογράμματα, 1996.
- Ήλιος, ο δήμιος μιας πράσινης σκέψης, 1996.
- Αλληγορική Κασσάνδρα, 1998.

### Epik
- Ο Προδότης του Γραπτού Λόγου, Erzählungen, 1980.
- Απ' τα Κόκκαλα Βγαλμένη, Märchen, 1982.
- Ο Θησαυρός του Ξέρξη, Märchen 1984.
- Η Δολοφονία, Novelle, 1984.
- Ο Ομιλών Πίθηκος ή Παραμυθολογία, 1986.
- My Afterlife Guaranteed, Erzählungen, 1990.
  - Η Ζωή μου Μετά Θάνατον Εγγυημένη, Erzählungen, 1993.
- Παραμυθολογία, 1996.
- Ο Σκύλος του Θεού, 1998.
- Τα Σπασμένα Χέρια της Αφροδίτης της Μήλου, 2002.
- Γνωρίζετε την Ελπινίκη;, Erzählungen, 2005.

### Essays
- Ανδρέας Εμπειρικός, 1989.
- Για μια Θεωρία της Γραφής, 1990.
- Μοντερνισμός, Πρωτοπορία και Πάλι, 1997.
- Αριστοτέλης Βαλαωρίτης, Ένας Ρομαντικός, 1998.